# 9869 Yadoumaru
9869 Yadoumaru eller 1992 CD1 är en asteroid i huvudbältet som upptäcktes den 9 februari 1992 av de båda japanska astronomerna Kazuro Watanabe och Kin Endate vid Kitami-observatoriet. Den är uppkallad efter astronomen Yasushi Yadoumaru.
Asteroiden har en diameter på ungefär 5 kilometer.